# イッケーリ

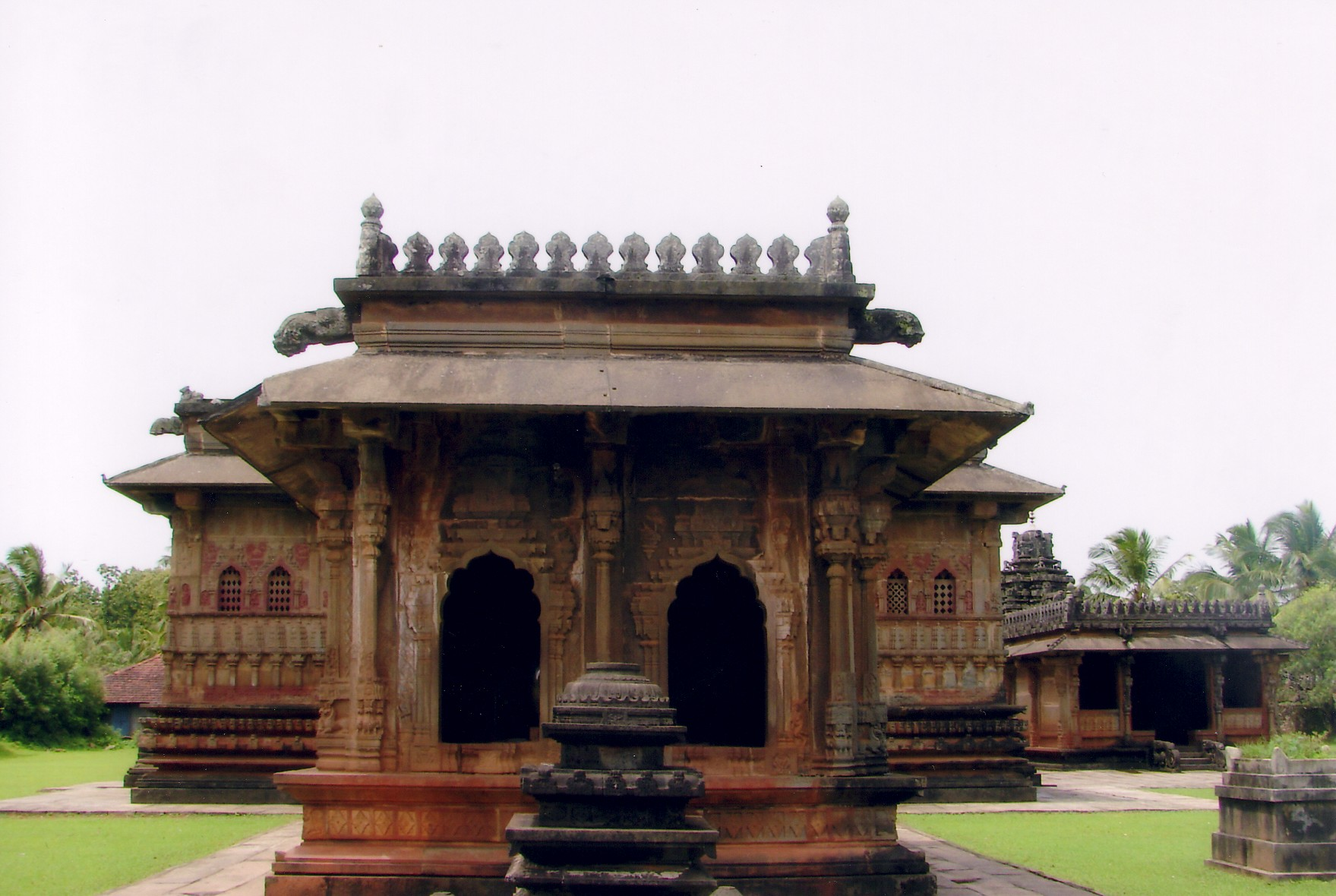
アゴレーシュヴァラ寺院

イッケーリ（英語： Ikkeri, カンナダ語：ಇಕ್ಕೇರಿ）は、南インドのカルナータカ州、シモーガ県の都市。イッケーリとは、カンナダ語で「2つの道」を意味する。

## 歴史
1560年頃、ケラディ・ナーヤカ朝の首都としてケラディから遷都され、1640年頃にビダヌールに遷都された。
ナーヤカが建てたアゴレーシュヴァラ寺院が現存している。